# Andasta cyclosina
Andasta cyclosina är en spindelart som beskrevs av Simon 1901. Andasta cyclosina ingår i släktet Andasta och familjen strålspindlar. Inga underarter finns listade i Catalogue of Life.